# 1,5-二苯基卡巴腙
1,5-二苯基卡巴腙（或简称二苯卡巴腙，Diphenylcarbazone）是一种含氮有机化合物，化学式为C13H12N4O，带有“卡巴腙”（HN=N-CO-NH-NH2）基团，可由1,5-二苯基卡巴肼氧化而来。